# Słup trakcyjny

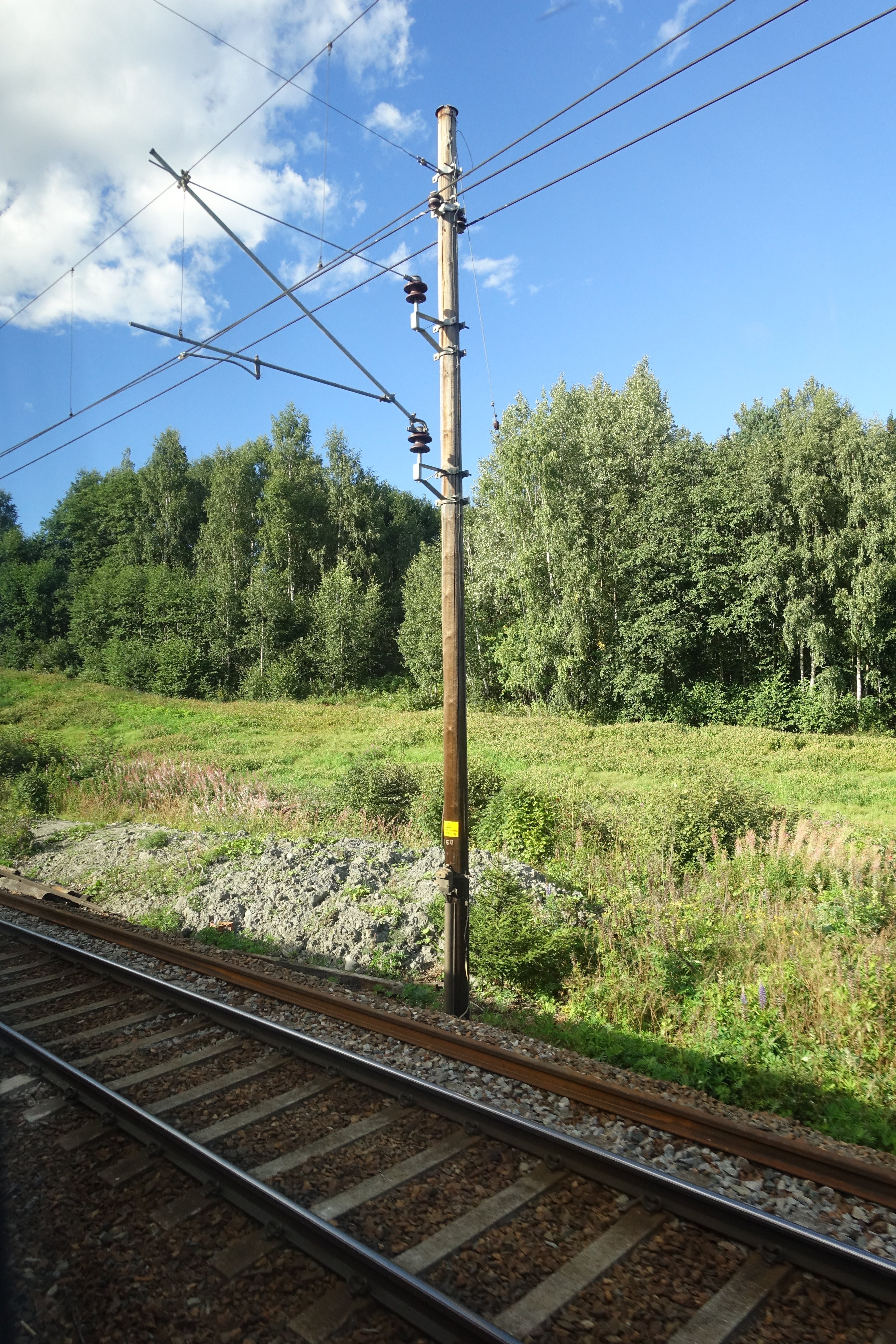
Słup trakcyjny

Słup trakcyjny – rodzaj konstrukcji stalowej lub betonowej podtrzymującej przewody trakcyjne ponad torami bądź jezdnią. Najczęściej każdy tor posiada swoje własne konstrukcje wsporcze, niemniej spotyka się też słupy wspólne dla dwóch torów lub sztywne lub giętkie konstrukcje poprzeczne dla większej ich liczby.
Słupy trakcyjne konstruowane są najczęściej z kształtowników stalowych, osadzanych w betonowych fundamentach
Słupy trakcyjne stawiane są wzdłuż linii kolejowej w odległości co ok. 70 m (na łukach częściej). Słupy, do których przewód jezdny przymocowany jest na stałe, nazywany jest słupem kotwowym.
Słupy trakcyjne wykorzystywane są również do mocowania innego osprzętu elektroenergetycznego, np. iskierników, wyłączników sekcyjnych bądź linii potrzeb nietrakcyjnych. Na słupach zawieszane są również ciężary naprężające, stosowane w sieci skompensowanej lub półskompensowanej. 